# Silurichthys citatus
Silurichthys citatus es una especie de peces de la familia Siluridae en el orden de los Siluriformes.

## Morfología
• Los machos pueden llegar alcanzar los 8 cm de longitud total.
- Número de  vértebras: 48-51.[1][2]

## Hábitat
Es un pez de agua dulce. y de clima tropical.

## Distribución geográfica
Se encuentran en Asia:  cuenca del río Kapuas (oeste de Borneo ).